# Руст
 Тази статия е за града в Австрия.  За пилота вижте Матиас Руст.  
Руст (на немски: Rust; на унгарски: Ruszt; на хърватски: Rušta) е град в провинция Бургенланд, Австрия и лежи на западния бряг на езерото Нойзидлер в близост до унгарската граница. От 1681 г. Руст е свободен град. Със своите около 1800 жители Руст е най-малкият административен окръг в Австрия.
Руст е известен преди всичко като град на щъркелите и на бялото вино.